# Movilița (Ialomița)
Movilița è un comune della Romania di 2 392 abitanti, ubicato nel distretto di Ialomița, nella regione storica della Muntenia.
Il comune è formato dall'unione di 3 villaggi: Bițina-Pământeni, Bițina-Ungureni, Movilița.